# 藤井康生
藤井 康生（ふじい やすお、1957年〈昭和32年〉1月7日 - ）は日本のフリーアナウンサー・YouTuber。日本放送協会（NHK）元局員（エグゼクティブ・アナウンサー）、大阪学院大学経済学部特任教授。

## 人物
岡山県立岡山朝日高等学校を経て中央大学法学部卒業後、1979年にNHKに入局。2022年1月31日にNHKの嘱託アナウンサー定年を迎え退職、同年2月1日よりフリーアナウンサーとなった。3月17日、個人事務所「株式会社17（ワンセブン）」を設立。
2022年4月18日、自身のYouTubeチャンネルを開設。

### 大相撲アナウンサー
入局後からスポーツ担当アナウンサーとして活動。特にメインで取り組んでいた分野は大相撲。初めて実況を担当したのは1985年春場所であった。1988年春場所に幕内実況デビューし、1995年秋場所に初めて千秋楽の幕内実況を担当した。福岡勤務時は九州場所担当として、名古屋異動直後は50回目の節目を迎えた名古屋場所の担当としてそれぞれ全国のアナウンサーをまとめ上げた。定年を迎えた後も、嘱託の立場で実況を継続していた。大相撲を実況するアナウンサーは、その専門性や若手の手本になるという観点、経験が重視されやすいという面からも定年を迎えてもしばらくは引き続いて実況を担当するケースが他のスポーツ実況に比べて多い。2019年夏場所の時点でも現役のため昭和、平成、令和の3時代にまたがって実況している唯一のアナウンサーであった。
また、正面解説の北の富士勝昭（元横綱）、向正面解説の舞の海秀平（元小結）の3人は“ゴールデントリオ”と言われ、各場所初日か千秋楽の中継でこのトリオで放送が進められることが多い。舞の海との共演は大相撲中継のみならず、かつて藤井が司会を務めていた『あなたも挑戦!ことばゲーム』で解答者として出演した際にも何度か見られた。嘱託になってからは回数こそ減っているものの、この3人体制になることは一場所に一度はあった。
このほか、各局面で中継に係わっている。
- 連勝を続けていた横綱千代の富士が陣岳を下して横綱大鵬の45連勝に並んだ1988年九州場所6日目の実況を担当。奇しくもその22年後の2010年秋場所7日目、その千代の富士の53連勝に並んでいた横綱白鵬が稀勢の里を下して「千代の富士超え」を果たした一番の実況も担当した。
- 寺尾が貴花田に敗れた時に下がりを叩きつけた1991年春場所11日目の実況を担当。
- 横綱曙の最後の優勝かつ最後の取り組みとなった2000年九州場所千秋楽の実況を担当。
- 横綱貴乃花の最後の優勝となった2001年夏場所千秋楽の実況を担当。
- 横綱武蔵丸の最後の優勝となった2002年秋場所千秋楽の実況を担当。
- 2008年初場所千秋楽、結びの一番である白鵬と朝青龍の久々（2002年秋場所以来）の横綱相星決戦の実況を担当。
- 2009年夏場所千秋楽、大関日馬富士が優勝決定戦で白鵬を下手投げで下して初優勝を決めた一番の実況を担当。
- 2010年九州場所千秋楽、平幕豊ノ島と白鵬の優勝決定戦（白鵬勝利）の実況を担当。
- 2014年春場所14日目、鶴竜が1敗同士の頂上決戦で白鵬を寄り切りで下し、優勝と横綱昇進に大きく近づいた一番の実況を担当。
- 2015年九州場所千秋楽、日馬富士の2年ぶりの復活優勝の一番の実況を担当。
- 2016年秋場所14日目、大関豪栄道が玉鷲を万全の寄りで下し、初優勝を決めた一番の実況を担当。
- 2017年
  - 夏場所12日目、関脇髙安が宝富士を上手投げで仕留め、10勝目を挙げて大関昇進を確実にした一番の実況を担当。
  - 名古屋場所13日目、白鵬が新大関髙安を押し倒しで下し、魁皇が保持していた単独勝ち星1047勝を超え、単独勝ち星一位となる1048勝を達成した一番の実況を担当[2]。
  - 九州場所11日目、嘉風が白鵬を寄り切りで下した際、白鵬が待ったを訴えた一番の実況を担当。
- 2018年
  - 春場所14日目、鶴竜が豪栄道を叩き込みで下し、約1年ぶりの復活優勝を遂げた一番の実況を担当。
  - 名古屋場所14日目、関脇御嶽海が栃煌山を寄り切りで下し、初優勝を遂げた一番の実況を担当。
- 2020年初場所14日目、徳勝龍と正代の1敗の平幕同士の頂上決戦の実況を担当（徳勝龍が突き落としで勝ち、初優勝に大きく近づく）。

このように、相撲界の節目節目の重要な場面で実況を担当し続けていた。
2017年初場所後に一旦NHKの内規の定年を迎えたが、翌場所以降も嘱託の立場で実況を継続。それから丁度5年後にあたる2022年初場所をもって、NHKの嘱託アナウンサーとしての定年を迎えたため、実況から引退した。
2022年春場所よりABEMA大相撲中継の実況を担当。
2023年4月13日、力士以外で相撲振興に寄与した人に与えられる「永楽相撲功労賞」（永楽倶楽部主催）を受賞。

### 競馬アナウンサー
NHKで競馬中継を行う際でも、実況を担当することが多い。特に八大競走級、中でも格の高い東京優駿（日本ダービー）、有馬記念の実況が多い。
- 有馬記念：オグリキャップの引退レースとなった1990年の第35回、トウカイテイオーが1年ぶりの出走で復活勝利を挙げた1993年の第38回の実況を務めた。
- 日本ダービー：三冠馬となるナリタブライアン（第61回）、ディープインパクト（第72回）のレースの実況を務めた。
- 1999年、凱旋門賞の実況を担当（エルコンドルパサー（蛯名正義騎乗）が出走するも、ゴール直前でモンジュー（マイケル・キネーン騎乗）に差し切られた）。

### その他
1997年、NHK初の競輪中継となったKEIRINグランプリを担当。
2024年、ラブライブ!シリーズのライブイベント、「ユニット甲子園」の実況を担当。

## 現在の出演番組
- ABEMA大相撲LIVE（2022年春場所より）[6]

## 過去の出演番組
- きたみヤングヤングサタデー
- カーリング中継（実況、北見）
- NHK杯綱引き大会（同上）
- ソウルオリンピック（東京のスタジオキャスター、1988年）
- スポーツタイム（帯番組第2期、1993年4月 - 1995年3月、司会）
- サンデースポーツ キャスター（1997年2月 - 3月）
- シドニーオリンピック（高橋尚子が金メダルを獲得した女子マラソンの実況、2000年）
- ソルトレークシティオリンピック（東京のスタジオキャスター、2002年）
- NHKニュース10（スポーツキャスター代理、2003年8月4日 - 15日）
- あなたも挑戦!ことばゲーム（司会、2004年4月 - 2005年3月）
- アテネオリンピック（水泳担当、2004年）
- NHK週刊ニュース（代理キャスター、2005年8月20日）
- トリノオリンピック（東京のスタジオキャスター、2006年）
- 探検ロマン 世界遺産（リポーター、 - 2007年5月）
- 北京オリンピック（東京のスタジオキャスター、2008年）
- バンクーバーオリンピック（同上、2010年）
- 東日本大震災関連の安否情報（2011年）
- 日米MLB生中継 真のクイズ王は誰だ!（西田ひかるとともに司会を担当、2011年4月2日 NHK BS1）
- さよなら 横綱 大鵬（司会、2013年1月27日。同年1月19日の大鵬の死去を受け、急遽制作された追悼特別番組）
- 双方向クイズ 天下統一（ナレーション）
- スポーツ中継（高校野球、メジャーリーグ、競馬、ゴルフ、空手、水泳、大相撲（1985年春場所 - 2022年初場所）など）

## エピソード
- 1996年のアトランタオリンピックで女子マラソンの競技終了後の選手インタビューを担当し、銅メダルを獲得した有森裕子（リクルート）の「自分で自分を褒めたいと思います」というコメントを引き出したことで知られる[7]。
- 2007年の有馬記念のテレビ実況では、内からスルスルと伸びてくるマツリダゴッホの姿に、思わず「祭りだ、祭りだ、マツリダゴッホ!!」と流れるように連呼し、中継解説をしていた鈴木康弘（日本調教師会名誉会長）が思わず吹き出してしまうハプニングがあった。
- 好角家で知られるデーモン小暮閣下のことを「デーモンさん」と呼んでいる数少ない人物である。
- 2016年の天皇賞（春）の実況でキタサンブラックとカレンミロティックの微妙な1着争いにもかかわらずゴール直前から外側から差してきた勢いのあったカレンミロティックが勝ったと断定する形の実況をしてしまい、結果的に間違った実況となってしまった（勝ったのはビデオ判定でも一目では分かりにくいような極僅差でキタサンブラックであった）。奇しくも、これが藤井の最後の天皇賞の実況となった。
- 水谷豊に少々似ていることから、愛称は「NHKの杉下右京」。かつては本人も正職員アナウンサー時代にネタにしていた。